# Galice, Oregon
Galice là một cộng đồng chưa hợp nhất trong Quận Josephine tại Nam Oregon, Hoa Kỳ. Galice có một dân số lập dị nhỏ gồm những người yêu cuộc sống ngoài trời cuồng nhiệt và người theo chủ nghĩa tồn sinh và có một lịch sử về đãi vàng. Mùa hè có nhiều du khách đến viếng thăm làng này để chơi trò đi bè vượt thác trên sông Rogue. Galice nằm giáp Rừng Quốc gia Siskiyou và là khu vực dân cư cuối của Đường Bear Camp đầy trắc trở nguy hiểm. Ngoài các hoạt động đi bè vượt thác phổ biến, Galice cũng có các đường mòn dành cho xe đạp leo núi mở rộng, trồng hoa màu hữu cơ.

## Lịch sử

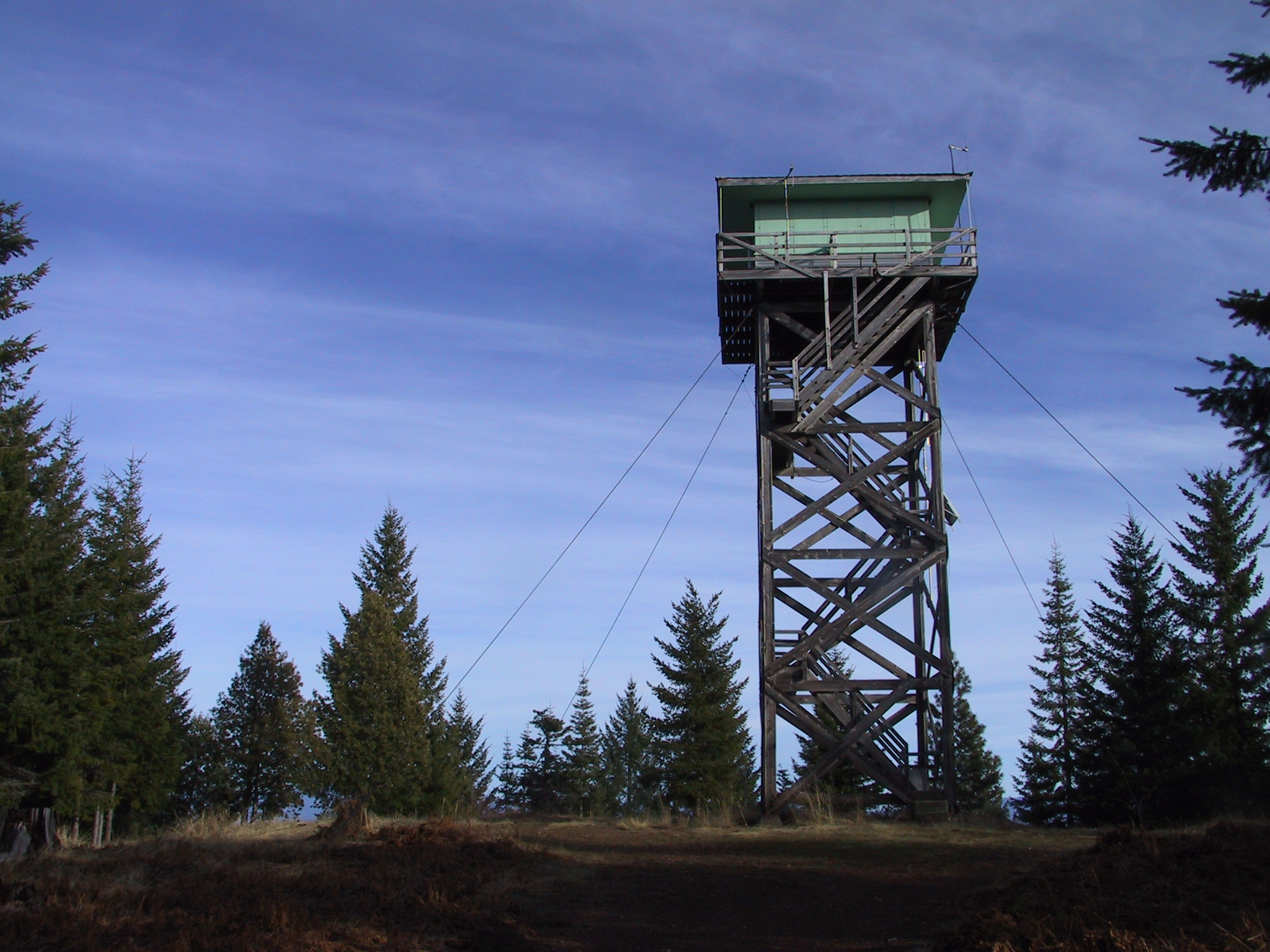
Chòi canh hỏa hoạn Núi Peavine

Khu vực Galice area có các cộng đồng người bản thổ Mỹ sinh sống (nhiều nhất là người Athabaska) từ lâu trước khi dân định cư phương tây bắt đầu khai phá khu vực này để tìm kim loại quý. Chính thức thành lập vào năm 1852, Galice trước đây được biết đến với tên gọi "Galiceburg".
Galice mang tên của Galice, một người tìm vàng trong nhóm đầu tiên đến đây để tìm may. Nhật ký của Jimmie Twogood có viết rằng Joseph Knott (cư dân đầu tiên của vùng đất bây giờ là Canyonville) Barney Simmons, James Tuffs, James Vannoy, và ông là những người da trắng đầu tiên thăm dò vùng đất sau này được biết tên là Galice Creek vào tháng 2 năm 1852. Đến năm 1854 Khu Khai khoáng Galice được thành lập và nó trở thành Khu số 3 tại miền nam Oregon.
Bưu điện ở Galice được thiết lập vào ngày 9 tháng 5 năm 1876. George F. Green là bưu điện trưởng đầu tiên tại Galiceburg. Bưu điện đóng hai lần cho đến tháng 1 năm 1904 khi Carl Barlow mở nó bên trong tiệm của ông tại cộng đồng Galice hiện tại và nó tồn tại ở đó cho đến năm 1922 khi nó được dời về Alameda, cách đó năm dặm Anh về phia hạ nguồn. Bưu điện đóng cửa vĩnh viễn vào tháng 5 năm 1927 khi tất cả thư từ đều được đưa đến Merlin và phát ra từ nơi đó.
Trường học đầu tiên bắt đầu vào năm 1905-06 với 11 học sinh từ 5 đến 18 tuổi. Trường học đóng cửa và di chuyển về Rand vào cuối thập niên 1940 và rồi đóng cửa vĩnh viễn vào năm 1951.
Galice được thiết lập khi vàng được tìm thấy nhiều trong lớp đất cát quanh khu vực, khiến nhiều người kéo nhau đến để tìm vàng, theo sau họ là phụ nữ và trẻ em.
Năm 1909 Cục Đặc trách Rừng thiết lập Khu Kiểm lâm Galice là Khu số 3 tại miền nam Oregon. Đường mòn, cầu, đường điện thoại, các điểm canh hỏa hoạn được xây dựng.